# Wang Dapeng
Wang Dapeng, född 3 december 1996, är en kinesisk bågskytt. Han deltog vid olympiska sommarspelen 2016 och olympiska sommarspelen 2020.